# 伊号第百二十三潜水艦
| 画像をアップロード |                                                                                  |
| 艦歴               |                                                                                  |
| 計画               | 大正12年度艦艇補充計画                                                           |
| 起工               | 1925年6月12日                                                                    |
| 進水               | 1927年3月19日                                                                    |
| 就役               | 1928年4月28日                                                                    |
| その後             | 1942年8月29日戦没                                                                |
| 除籍               | 1942年10月5日                                                                    |
| 性能諸元           |                                                                                  |
| 排水量             | 基準：1,142トン 常備：1,383トン 水中：1,768トン                                  |
| 全長               | 85.20m                                                                           |
| 全幅               | 7.52m                                                                            |
| 吃水               | 4.42m                                                                            |
| 機関               | ラ式1号ディーゼル2基2軸 水上：2,400馬力 水中：1,100馬力                          |
| 速力               | 水上：14.9kt 水中：6.5kt                                                         |
| 航続距離           | 水上：8ktで10,500海里 水中：4.5ktで40海里                                        |
| 燃料               | 重油：225t                                                                       |
| 乗員               | 51名                                                                             |
| 兵装               | 40口径14cm単装砲1門 53cm魚雷発射管 艦首4門 魚雷12本 機雷敷設筒2本 八八式機雷42個 |
| 航空機             | なし                                                                             |
| 備考               | 安全潜航深度：75m                                                                |

伊号第百二十三潜水艦（いごうだいひゃくにじゅうさんせんすいかん）は、大日本帝国海軍の潜水艦。伊百二十一型潜水艦の3番艦。竣工時の艦名は伊号第二十三潜水艦（初代）。1942年ガダルカナル島東方で戦没。

## 艦歴
1921年（大正12年）の大正12年度艦艇補充計画で、第五十潜水艦として計画された。1924年（大正13年）11月1日に艦名を伊号第二十三潜水艦に変更。神戸川崎造船所で1925年6月12日に起工、1927年3月19日に進水、1928年4月28日に竣工した。呉鎮守府籍。竣工と同時に横須賀鎮守府横須賀防備隊第9潜水隊に編入。
1937年12月1日、第9潜水隊は第四艦隊第3潜水戦隊に編入。
1938年6月1日に伊号第百二十三潜水艦と改名。
1940年5月1日、第9潜水隊は第5潜水戦隊に編入。10月11日、横浜港沖で行われた紀元二千六百年特別観艦式に参加。
1941年5月1日、第9潜水隊は第三艦隊第6潜水戦隊に編入。
太平洋戦争開戦時には姉妹艦の伊124とともに第6潜水戦隊第9潜水隊を編成。1941年11月、伊123は横須賀を出港して海南島三亜に寄港。太平洋戦争緒戦のフィリピンの戦いには「伊号第百二十三潜水艦」と「伊号第百二十四潜水艦」の2隻のみが投入された。2隻は12月1日に三亜より出撃した。「伊号第百二十三潜水艦」は横舵故障により潜航不能となったが、12月7日にボルネオ島北方のバラバク海峡に88式繋留触発機雷40個を敷設した。この時敷設した機雷で米潜水艦フライアー (USS Flier, SS-250) を撃沈している。12月9日、カムラン湾に帰投。
12月15日、カムラン湾より出撃。12月18日、カリマタ海峡で商船を発見したが攻撃は成功せず。12月23日、スラバヤ港沖に機雷37個を敷設。12月31日、ダバオに到着。長鯨に横付けして整備を受けた。
1942年1月10日、伊123はダバオを出港し、オーストラリア方面に向かう。18日、ダーウィン沖のクラレンス海峡西方入口に到着し、哨戒を行う。20日0520、ダーウィン西方40浬地点付近のビーグル湾で、駆逐艦2隻の護衛がついた輸送船1隻を発見し、0526に魚雷4本を発射。これは、米駆逐艦エドサル　(USS Edsall, DD-219) と同アルデン (USS Alden, DD-211) の護衛を受けてダーウィンに向かっていた米給油艦トリニティ (USS Trinity, AO-13) で、まもなく魚雷の命中音と思われる爆発音1回を聴取した。撃沈できなかったと判断した伊123は爆雷攻撃を回避して離脱に成功したが、その後付近を哨戒中だった伊124が発見され、撃沈されてしまった。同日2046、伊123はダンダス海峡に機雷30個を敷設。2月3日、伊123はダバオに到着し、長鯨に横付けして整備を受ける。
19日、伊123はダバオを出港し、オーストラリア北方沖に向かう。25日、トレス海峡に機雷40個敷設。同日、伊124が戦没したことで伊123単独となった第9潜水隊は解隊され、伊123は第13潜水隊に編入される。
3月9日、伊123はスターリング湾に到着。10日、第13潜水隊は連合艦隊付属となる。
14日、伊123はスターリング湾を出港し、25日に横須賀に到着して整備を受ける。この時、K作戦の支援のため、機雷庫と敷設筒をガソリンタンクに改造する。
4月10日、第13潜水隊は第六艦隊指揮下となる。
5月7日、伊123は横須賀を出港し、17日にクェゼリンに到着。19日、第2次K作戦の支援のためにクェゼリンを出港し、フレンチフリゲート礁に向かう。30日、伊123はフレンチフリゲート礁に到着するが、同地にはすでに機雷敷設艦プレブル (USS Preble, DD-345/DM-20, 元クレムソン級駆逐艦）と水上機母艦ソーントン（USS Thornton, DD-270/AVD-11, 元クレムソン級駆逐艦）が停泊して警備を行っていたため、作戦を延期する。翌31日には姉妹艦の伊121がフレンチフリゲート礁に到着し、2隻で米艦の様子をうかがうも、米軍の警戒は厳しいままであり、作戦は中止された。その後、ハワイ方面の哨戒を行った後、クェゼリンを経由して横須賀に戻った。74日、第13潜水隊は第八艦隊第7潜水戦隊に編入される。
26日、伊123は横須賀を出港し、8月2日にトラックに到着した。7日、ガダルカナル島(以降ガ島と表記)に米軍が上陸し、ガダルカナル島の戦いが勃発する。同日、伊123はトラックを出港し、11日にルンガ岬近海に到着。翌12日1100過ぎ、伊123はルンガ岬北方沖合で浮上し、640mほど先にいる敵艦船に向けて砲弾14発を発射するも、反撃を受けて潜航退避する。16日、味方輸送船団に合流しようとするも、失敗。24日、食糧と監視員を乗せてフロリダ諸島に向かうように命令を受けるが、これも失敗したため、伊123はサボ島東方沖に向かう。29日0312、0125に米軍水上機を発見したため潜航したとの報告を最後に消息不明。
アメリカ側記録によると、同日0805、サボ島東方海域をガ島に向けて航行中の米機雷敷設艦ガンブル（USS Gamble, DD-123/DM-15) は潜航していく潜水艦の司令塔を発見し、3時間あまり爆雷攻撃を行う。この時、この海域の西方で哨戒をしていた呂34が、現場海域で多数の爆発音がしているのを聴取している。やがて、大きな気泡と潜水艦のものと思われる木製甲板の破片が浮かび上がってきたほか、重油の帯が海上に漂うのをガンブルは確認した。これが伊123の最期であり、艦長の中井誠少佐以下乗員81名全員戦死。沈没地点は、サボ島東方60浬地点付近、南緯09度21分 東経160度43分 / 南緯9.350度 東経160.717度。
9月1日ガ島付近で沈没と認定、10月5日に除籍された。
撃沈総数は1隻で、撃沈トン数は1,525トンである。

## 歴代艦長
※『艦長たちの軍艦史』388-389頁による。

### 艤装員長
1. 辻村武久 少佐：1927年12月1日 - 1928年4月28日

### 艦長
1. 辻村武久 少佐：1928年4月28日 - 1929年3月10日
2. 伊藤尉太郎 少佐：1929年3月10日 - 1930年6月20日[10]
3. 小田為清 少佐：1930年6月20日 - 1931年12月1日
4. 大竹寿雄 少佐：1931年12月1日 - 1933年11月15日
5. 大山豊次郎 少佐：1933年11月15日 - 1934年11月15日
6. 勝見基 少佐：1934年11月15日 - 1935年2月28日[11]
7. 長井武夫 少佐：1935年2月28日[11] - 1935年5月25日[12] ＊同日より予備艦
8. 服部邦男 少佐：1935年5月25日[12] - 1935年7月3日[13]
9. 西野耕三 少佐：1935年7月3日[13] - 1935年12月26日[14]
10. 溝畠定一 少佐：1935年12月26日 - 1936年12月1日
11. 安久栄太郎 少佐：1936年12月1日 - 1938年3月19日[15]
12. 伊豆寿市 少佐：1938年3月19日 - 1938年11月15日[16]
13. 山田薫 少佐：1938年11月15日 - 1939年11月20日[17]
14. 殿塚謹三 少佐：1939年11月20日 - 1940年11月5日[18]
15. 丸山範三 少佐：1940年11月5日 - 1941年9月5日[19]
16. 上野利武 少佐：1941年9月5日 -
17. 中井誠 少佐：1942年6月30日 - 1942年8月29日戦死